# Beynac-et-Cazenac
Beynac-et-Cazenac délnyugat-franciaországi település Dordogne megyében, Aquitania régióban.
A települést Franciaország 100 legszebb faluja közé sorolják.

## Történet
Beynac település első írásos említése 1115-ben származik, kastélya a 12. században épült. 1827-ben Beynac és Cazenac községek egyesülésével nyerte el mai nevét.

## Népesség
A népesség alakulása 1962 és 2011 között: 
- 1962: 355 fő
- 1968: 410 fő
- 1975: 411 fő
- 1982: 460 fő
- 1990: 498 fő
- 1999: 506 fő
- 2009: 522 fő
- 2011: 542 fő

## Látnivalók

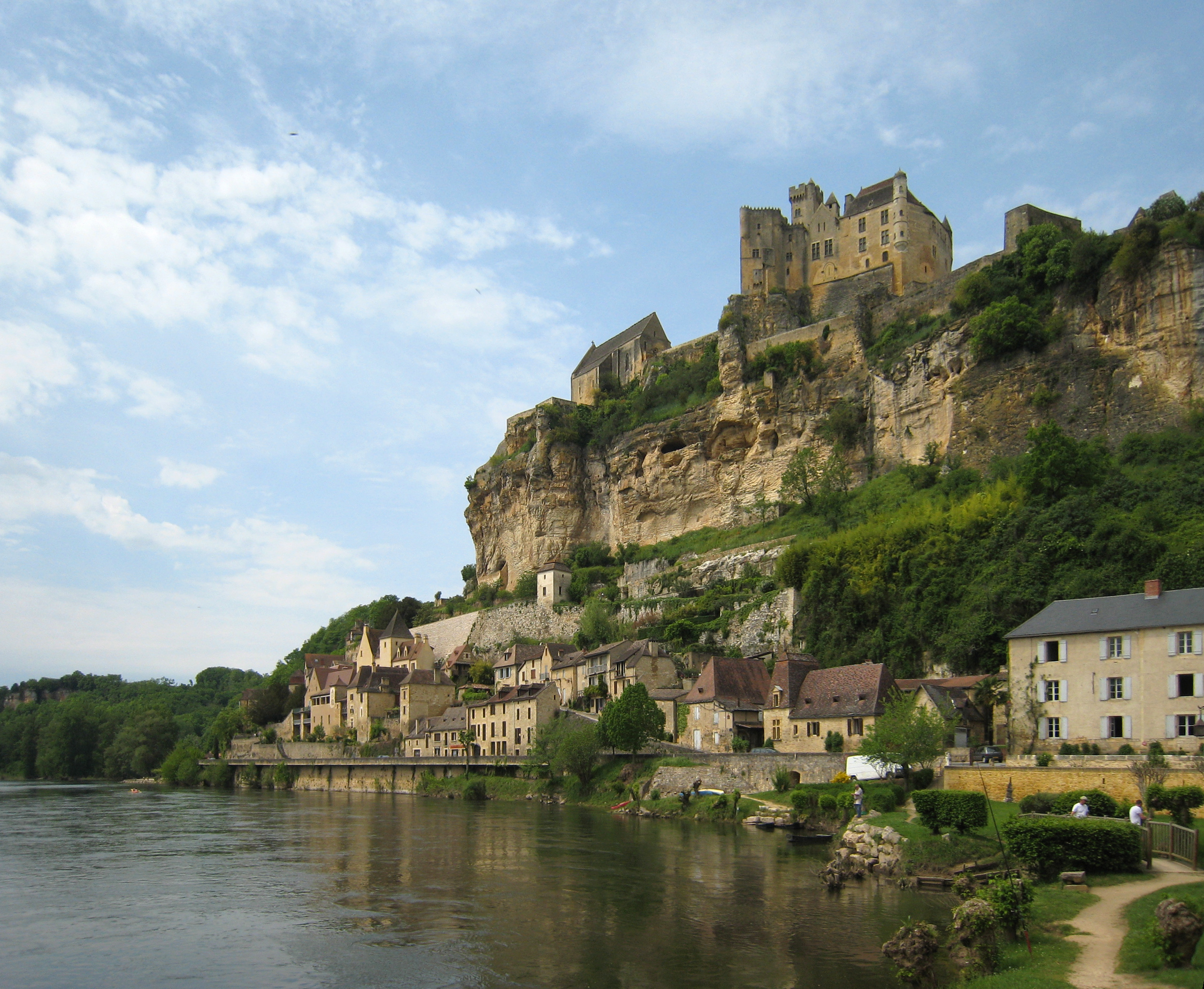
Beynac-et-Cazenac egy képe

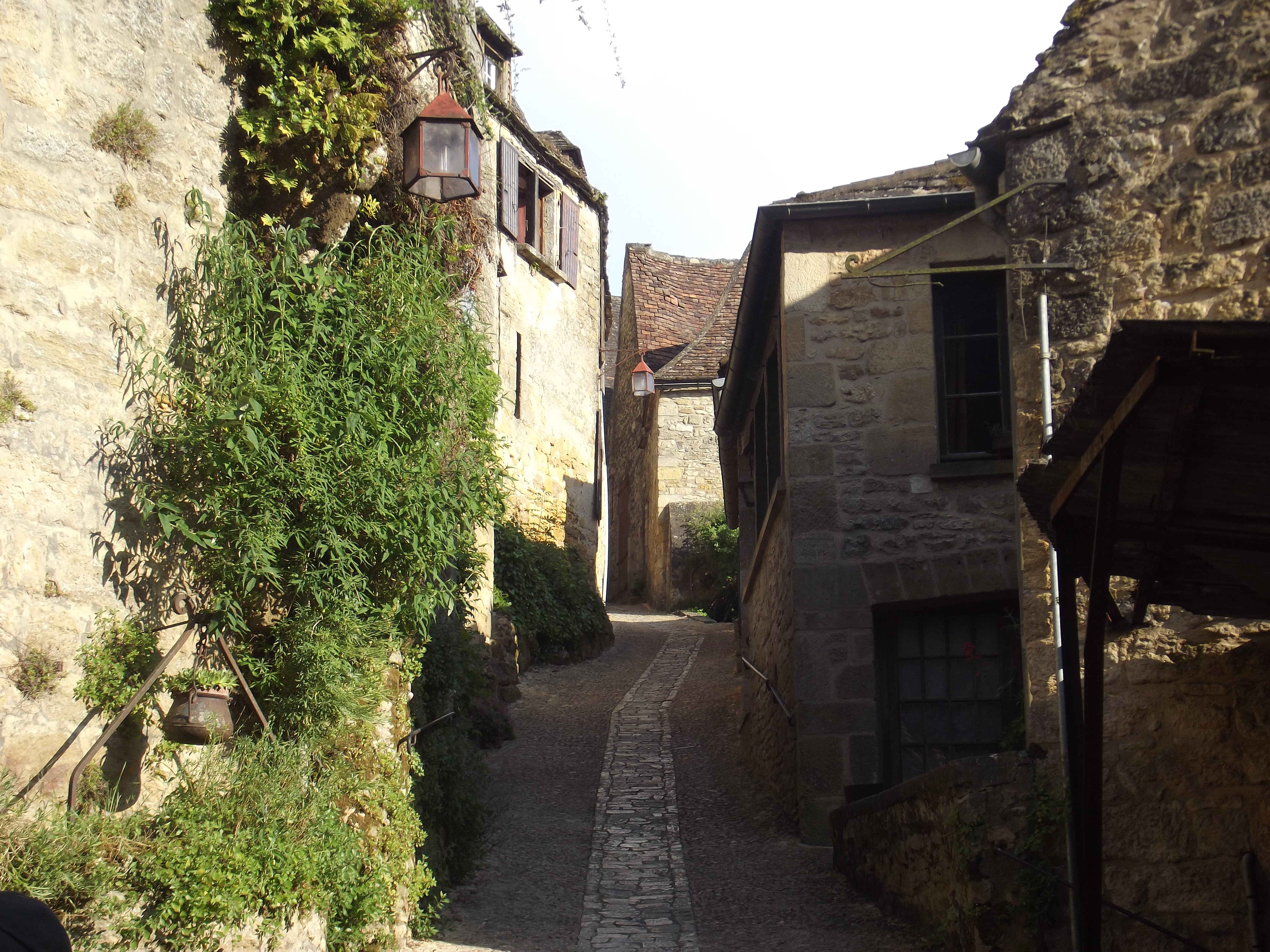
Utcakép az óvárosban

- 12. században épült kastély

## Külső hivatkozások
- A település honlapja